# Política económica anticíclica

Los ciclos económicos se caracterizan por la alternancia de períodos alcistas y de recesión. Las políticas económicas anticíclicas proponen medidas estatales para superar las recesiones, durante las que el capital privado no se invierte por temor a las pérdidas. Entre las propuestas se encuentra la creación de empleo y empresas públicas, la bajada de impuestos o la subida de salarios con el fin de restaurar el equilibrio económico.

La política económica anticíclica o contracíclica consiste en el conjunto de acciones gubernamentales dedicadas a impedir, superar, o minimizar los efectos del ciclo económico. 
Los ciclos económicos son fluctuaciones de la actividad económica inherentes a la economía y caracterizadas por la alternancia de periodos alcistas y de recesión. Los ciclos económicos son consecuencia de la sobreacumulación o sobreproducción, a la cual siguen expectativas de disminución de la tasa de ganancia (o de que la tasa de ganancia sea menor que la tasa de interés), lo que provoca la reducción de inversiones y la desaceleración del nivel de actividad. Diversos factores exógenos, como las crisis del petróleo o las crisis financieras, pueden contribuir a revertir el ciclo o a acentuar sus efectos.
Las políticas anticíclicas generalmente son defendidas por los keynesianos, que consideran que el ciclo económico no tiende al equilibrio general, como pensaban los neoclásicos. Según la escuela keynesiana el déficit y la inversión pública es el principal instrumento de política económica para amortiguar los efectos del ciclo. Así, durante la recesión, el gobierno debe intervenir, reduciendo tributos, promoviendo la expansión del crédito y aumentando el gasto, realizando inversiones que sean capaces de estimular la economía.
De esta forma, durante una recesión, donde el capital privado no tiene expectativas de ganancia que fomenten su inversión, es el déficit público el que debe expandirse para poder restablecer el equilibrio económico. De la misma forma, lo inverso debe ocurrir durante la fase creciente del ciclo, en los periodos de prosperidad el Estado debe aumentar la recaudación, creando un superávit para pagar sus deudas y formar un fondo de reserva que pueda ser utilizado durante los periodos de recesión o depresión económica. 